# Esperia
Esperia là một đô thị ở tỉnh Frosinone trong vùng Lazio, có vị trí cách khoảng 110 km về phía đông nam của Roma và khoảng 40 km về phía đông nam của Frosinone. Tại thời điểm ngày 31 tháng 12 năm 2004, đô thị này có dân số 4.093 người và diện tích là 108,7 km².
Esperia giáp các đô thị: Ausonia, Campodimele, Castelnuovo Parano, Formia, Itri, Pignataro Interamna, Pontecorvo, San Giorgio a Liri, Spigno Saturnia.